# Kino Polonia w Łodzi
Kino Polonia – kino w Łodzi znajdujące się na dziedzińcu posesji przy ulicy Piotrkowskiej 67.
Kino Polonia stało się ulubionym miejscem aktorów i twórców do organizacji premier polskich filmów. Od wielu lat kino prezentuje festiwale związane z filmem fabularnym i dokumentalnym.
Kino Polonia należało do sieci kin Centrum Filmowego Helios. Od 1 lipca 2009 było zarządzane i prowadzone przez Stowarzyszenie Filmowców Polskich. Stowarzyszenie jednak zrezygnowało z prowadzenia kina. 30 sierpnia 2012 roku kino zostało zamknięte.
Kinem zajęły się Wytwórnia Filmów Oświatowych i Stowarzyszenie „Łódź Filmowa”. 31 października 2014 roku kino zostało ponownie otwarte. Pierwszy seans po przerwie odbył się w niedzielę 2 listopada 2014 roku. W czasie zawieszonej działalności zakończono digitalizację zbiorów kina. W 2014 roku kino Polonia było miejscem obchodów 65-lecia istnienia Wytwórni Filmów Oświatowych oraz centrum festiwalowym Forum Kina Europejskiego „Cinergia”.

## Siedziba kina
W miejscu dzisiejszego kina Polonia, w 1877 roku, właściciel posesji Wilhelm Kern, wybudował jednopiętrowy „Teatr Kerna”, przemianowany w roku 1882 na teatr „Victoria”. Stanął on na dziedzińcu posesji, na której mieścił się wybudowany w 1876 roku hotel „Victoria”. Teatrem „Victoria” kierowali m.in. Łucjan Kościelecki, Michał Wołowski i Aleksander Zelwerowicz. Budynek teatru spłonął w nocy z 6 na 7 maja 1909. Odbudowano go w 1910 roku i umieszczono w nim tor do jazdy na wrotkach, „Victoria Skating Palast”. W 1911 roku gmach został przebudowany według projektu Edwarda Banasza – w miejsce toru powstał teatr kinematograficzny o nazwie „Casino” na 1100 miejsc, które było uznawane za najekskluzywniejsze kino w Królestwie Polskim. Po 1945 roku zmieniło nazwę na „Polonia”. W latach 90. XX wieku kino zostało przebudowane i unowocześnione. Właścicielem budynku jest Urząd Marszałkowski.
Kino Polonia posiada trzy klimatyzowane sale kinowe, 425 miejsc, system Dolby Surround i ekrany perełkowe.